# Jacareí
Jacareí, amtlich portugiesisch Município de Jacareí, ist eine Großstadt im brasilianischen Bundesstaat São Paulo. Sie liegt in der wirtschaftsstarken Siedlungsregion des Vale do Paraíba und ist Teil der Metropolregion Vale do Paraíba e Litoral Norte. Im Juli 2020 wurde die Bevölkerung, die jacareienses (Jacareienser) genannt werden, auf 235.416 Menschen geschätzt, die auf rund 464 km² leben. Sie ist rund 82 km von der Hauptstadt São Paulo entfernt.

## Geschichte
Eine Anspruchnahme als Donatar auf dem Gebiet von Mogi das Cruzes des Kapitanats von São Vicente fand 1652 statt. Diogo de Faro e Sousa (1620–1668) schuf am 22. November 1653 den Ort Vila da Nossa Senhora da Conceição da Paraíba, aus dem später die selbständige Stadt Jacareí entstand.
Über Jacareí führte ein alter Verbindungsweg über den Rio Paraíba do Sul in das Hinterland zu den Bergbauregionen des heutigen Minas Gerais.

## Söhne und Töchter der Stadt
- Alfredo Ramos (1924–2012), Fußballspieler und -trainer
- José Roberto Fortes Palau (* 1965), römisch-katholischer Bischof von Limeira
- Alexandre Silva Cleyton (* 1983), Fußballspieler